# Ormängsfly
Ormängsfly, Lateroligia ophiogramma är en fjärilsart som beskrevs av Eugen Johann Christoph Esper 1794. Enligt Dyntaxa ingår Ormängsfly i släktet Lateroligia men enligt Catalogue of Life är tillhörigheten istället släktet Apamea. Enligt båda källorna tillhör arten familjen nattflyn, Noctuidae. Arten är reproducerande i Sverige. Inga underarter finns listade i Catalogue of Life.

## Bildgalleri

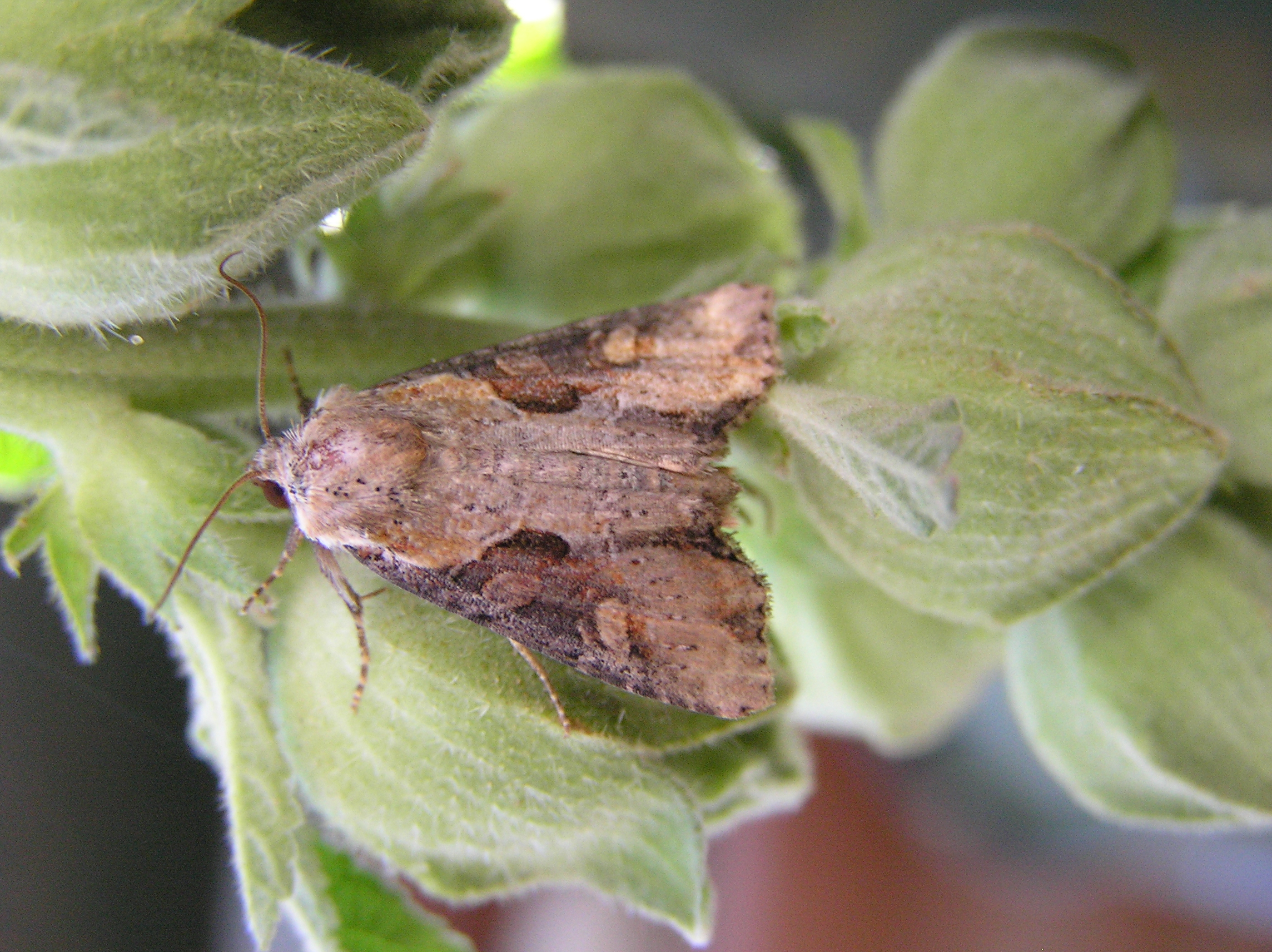
Imago fjäril
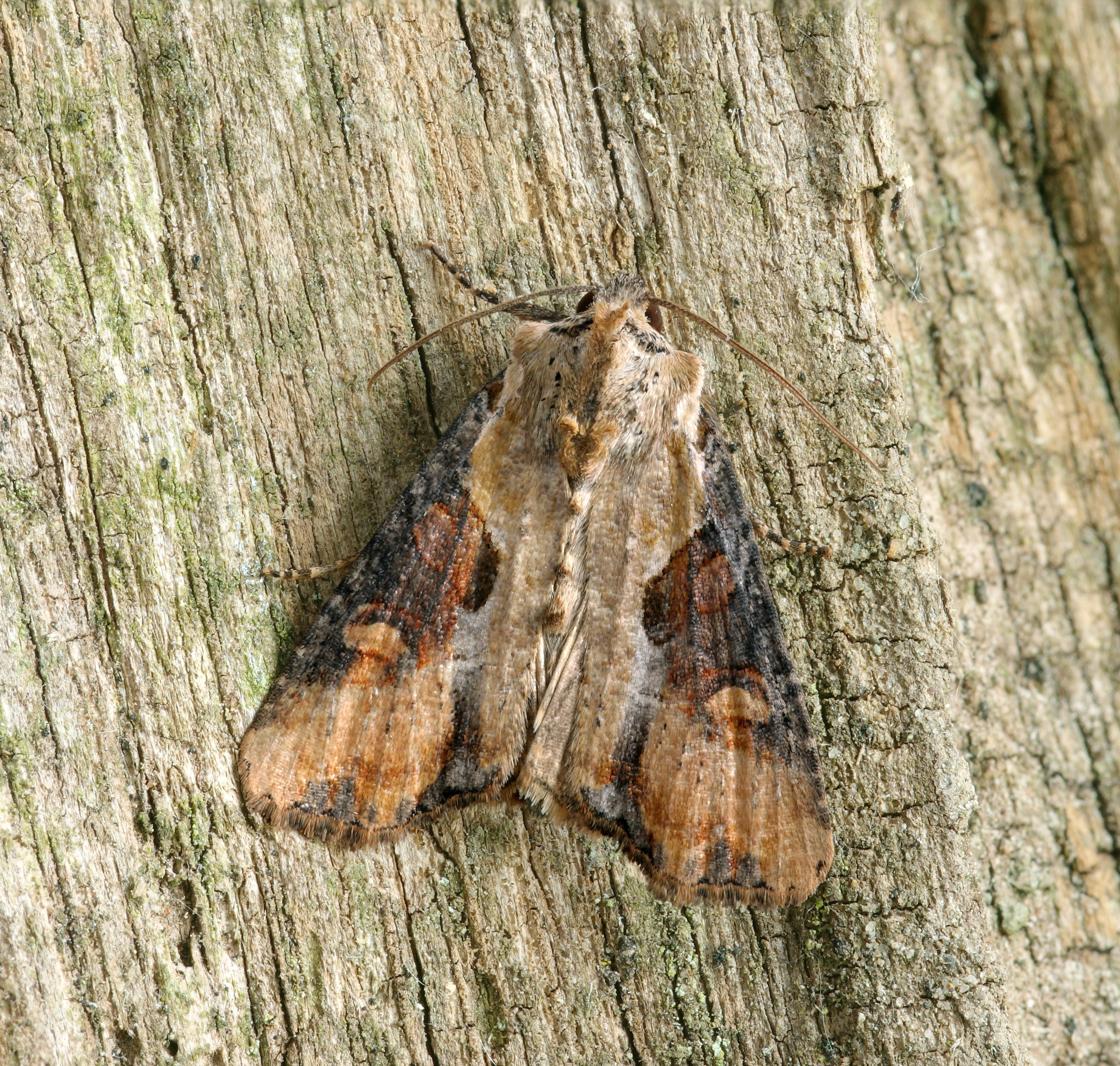
Imago fjäril
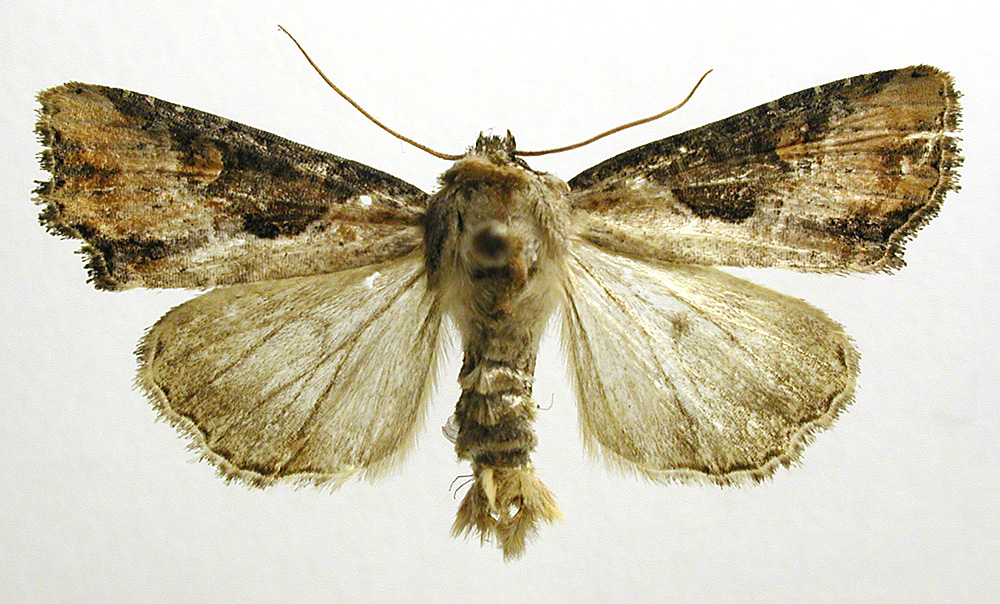
Preparerad (uppnålad) imago fjäril